# Gulfhaus Bardenfleth 41
Das Gulfhaus Bardenfleth 41 im niedersächsischen Elsfleth-Bardenfleth im Landkreis Wesermarsch stammt von um 1900.

Aktuell (2023) wird es als Wohnhaus und gewerblich genutzt.
Das Gebäude steht unter Denkmalschutz (siehe auch Liste der Baudenkmale in Elsfleth).

## Beschreibung
Das giebelständige verklinkerte Wohn- und Wirtschaftsgebäude von 1875 (Inschrift) besteht aus:
- der eingeschossigen Gulfscheune mit Satteldach,
- dem axial davorstehenden schmaleren zweigeschossigen fünfachsigen Wohnhaus mit Drempel, Krüppelwalmdach sowie zumeist segmentbogigen Öffnungen, Lisenen und geschossteilendem Fries
- sowie weiteren nicht denkmalgeschützten Nebenanlagen.

Das Landesdenkmalamt befand: „… geschichtliche Bedeutung … als beispielhaftes Gulfhaus aus der 2. Hälfte des 19. Jhs.“
Das Gulfhaus oder Ostfriesenhaus ist eine Bauernhausform, die im 16. und 17. Jahrhundert in Norddeutschland aufkam, als Scheune mit massiven Außenwänden und zumeist innerem Holzgerüst.